# Soldados fantasmas
Soldados fantasmas ou batalhões fantasmas referem-se a tropas ausentes das forças armadas cujos nomes aparecem em listas militares, mas que não estão realmente em serviço militar, geralmente para desviar parte dos salários dos soldados para uma entidade local influente, como oficiais militares ou outros. Os soldados podem igualmente se beneficiar do esquema de corrupção, retornando às suas ocupações e rotinas civis enquanto ganham uma renda marginal. A prática, no entanto, enfraquece as forças armadas e as torna suscetíveis a ofensivas militares e grandes derrotas, uma vez que os líderes ignoram o verdadeiro número de tropas disponíveis à sua disposição em várias linhas de frente. Ocorrências graves de soldados fantasmas foram citadas no Vietnã, Iraque, Afeganistão, Síria e outros países com consequências militares, humanitárias e históricas dramáticas.

## Transnacional
Em uma análise transnacional de 2008, John Hudson e Philip Jones encontraram uma correlação negativa entre o nível de corrupção de um país e o custo por soldado. De fato, uma maior corrupção e uma maior taxa de soldados fantasmas resultam em menores custos de manutenção relatados.

## Casos históricos

### Vietnã do Sul
Alguns oficiais do Exército da República do Vietnã, durante a Guerra do Vietnã, mantiveram soldados que haviam sido mortos ou desertados de suas funçõe como "soldados fantasmas". Como as unidades recebiam uma quantidade fixa de arroz mensalmente para cada soldado, isso permitia que os oficiais vendessem o excedente para seu próprio lucro. Os oficiais das forças armadas também roubaram por vezes o pagamento atribuído a estes soldados inexistentes. Essa corrupção era tão disseminada que levou a uma superestimação significativa do tamanho do exército.

### Uganda
Em um estudo de 2006 sobre a Força de Defesa Popular de Uganda (UPDF), estimou-se que até 30% de sua força eram soldados fantasmas. Os esforços para iniciar investigações anticorrupção pelo Inspetor-Geral do Governo nas forças armadas não foram permitidos "porque quantias consideráveis obtidas por meio de aquisições militares corruptas e do fenômeno dos soldados 'fantasmas' estavam disponíveis para angariar apoio político para o Presidente Yoweri Museveni".

### Iraque
A presença de soldados e batalhões fantasmas tem sido citada como uma das principais razões para a cadeia de colapsos e derrotas rápidas e desastrosas do exército iraquiano para o Estado Islâmico do Iraque e do Levante nas ofensivas do início de 2013-2014. Há registros de casos de oficiais militares e soldados dividindo o salário do soldado em troca da isenção de comparecimento aos quartéis, trabalho e treinamento. Os soldados eram então liberados para retornar às suas profissões e rotinas civis, mas tinham que retornar periodicamente para renovar diversos certificados sob a proteção de seu oficial. Essa prática também proporcionava aos soldados iraquianos a possibilidade de se aposentarem após dez anos de serviço fantasma.
As forças armadas sob o comando do primeiro-ministro iraquiano, Nouri al-Maliki, eram conhecidas por sua corrupção. Maliki também foi Ministro de Assuntos de Segurança Nacional e Ministro do Interior até 8 de setembro de 2014. Quando o Estado Islâmico intensificou sua atividade na primeira parte do conflito, o exército iraquiano passou por vários debacles espetaculares, incluindo a ofensiva no norte do Iraque em junho de 2014, que resultou no colapso catastrófico do exército naquela região e na queda de Mossul, onde um exército de 1.500 militantes do Estado Islâmico derrotou mais de 60.000 soldados iraquianos declarados. As tropas locais, mais realisticamente, somavam cerca de 12.000, a maioria jovens recrutas inexperientes em serviço obrigatório que desapareceram assim que a batalha começou.
Isso conferiu ao seu sucessor, o primeiro-ministro Haidar al-Abadi, a responsabilidade de combater essa corrupção. Após investigação, Abadi anunciou publicamente em novembro de 2014 a descoberta de 50.000 soldados fantasmas, para uma perda anual estimada de US$ 360 milhões, assumindo um salário médio mensal de US$ 600. Alguns sugeriram que os prejuízos poderiam ser três vezes maior. Abadi demitiu dezenas de oficiais acusados de corrupção e de promover seus suboficiais com base na lealdade em vez do mérito.

### Afeganistão
Em 2016, pelo menos 40% dos nomes no rol do Exército Nacional Afegão na província de Helmand eram inexistentes. Um relatório de 2016 do Inspetor-Geral Especial para a Reconstrução do Afeganistão (SIGAR) afirmou que "nem os Estados Unidos nem seus aliados afegãos sabem quantos soldados e policiais afegãos realmente existem, quantos estão de fato disponíveis para o serviço ou, por extensão, a verdadeira natureza de suas capacidades operacionais".
Os oficiais desviaram os salários e as rações dos soldados fantasmas, que eram um dos principais fenômenos da corrupção endêmica no Afeganistão. Em Helmand, uma base de 100 soldados ficou com apenas 50 soldados; a outra metade recebeu ordens de voltar para casa enquanto o comandante embolsava seus salários. Quando outra base oficialmente guarnecida por  300 soldados foi atacada, apenas 15 soldados estavam realmente presentes. Os oficiais não relataram as deserções, mortes ou saídas das suas tropas, a fim de esconder os fracassos e embolsar os subsídios dos soldados fantasmas.
Entretanto, as tropas reais em postos rurais isolados e nas linhas da frente enfrentaram o moral baixo e condições de vida difíceis, com má nutrição, como arroz simples e chá. As tropas envolviam-se no contrabando de drogas para obter rendimentos adicionais e no uso de drogas, que podiam ser denunciadas às forças hostis e iniciar um ataque quando os soldados ainda estavam sob a influência dessas drogas. As equipes de patrulha de fronteira, que não eram unidades de combate, eram forçadas a preencher as lacunas e defender posições quando necessário. Embora o poderio militar e o poder aéreo da coalizão liderada pelos EUA proporcionassem vantagens militares decisivas, soluções socioeconômicas de longo prazo eram necessárias para reforçar as forças militares afegãs.
No início de 2019, pelo menos 42.000 soldados fantasmas foram removidos da folha de pagamento do Exército Nacional Afegão.
Até pouco antes da tomada de poder pelo Talibã em 15 de agosto de 2021, as Forças Armadas Afegãs eram, no papel, 300.000 homens e foram construídas ao longo das duas décadas anteriores pelos esforços dos EUA e da OTAN. Ao longo de apenas algumas semanas, foram derrotadas por uma força muito menor do Talibã, com a maioria das capitais provinciais caindo com pouca ou nenhuma resistência. Khalid Payenda, o ex-ministro das finanças afegão, disse em 2021, após o colapso do governo afegão, que a maioria dos 300.000 soldados e policiais na lista do governo não existia, e a contagem oficial pode ter sido seis vezes maior do que a contagem real (sugerida como 50.000 soldados), ou cerca de +80% de soldados fantasmas. Os "soldados fantasmas" e a corrupção generalizada nas forças armadas foram uma das principais causas do rápido colapso do governo após a retirada estadunidense.

### Síria
A queda de Bashar al-Assad na Síria em 2024, com resistência mínima e em menos de duas semanas, também foi sugerida como resultado do enfraquecimento drástico das brigadas devido a soldados fantasmas, desafios econômicos que afetam os salários dos militares e a ausência conjectural de seus protetores estrangeiros, Rússia, Irã e Hezbollah.

## Nota
- Este artigo foi inicialmente traduzido, total ou parcialmente, do artigo da Wikipédia em inglês cujo título é «Ghost soldiers».